# Penitenciarul Pitești
Penitenciarul Pitești este un ansamblu de monumente istorice aflat pe teritoriul municipiului Pitești.
Ansamblul este format din două monumente:
- Pavilionul administrativ (cod LMI AG-IV-m-A-20951.01)
- Pavilionul deținuți - camera 4 spital (cod LMI AG-IV-m-A-20951.02)